# Optimist (revista)
Optimist es una revista bimensual LGBT publicada en Belgrado, Serbia. La revista fue fundada en 2011 con el objetivo de informar y fortalecer a la comunidad LGBT en Serbia a través de la información, pero también con la idea de contribuir a la reducción de la homofobia y la distancia social hacia la población LGBT.

## Publicación
La revista es bimensual y se distribuye de forma gratuita en toda Serbia en clubes y bares LGBT, centros culturales, instituciones y organizaciones. Está disponible íntegramente en la web de la revista en formato PDF.
El fundador y redactor jefe es Predrag Azdejkovic, periodista serbio y activista por los derechos LGBT.
En septiembre de 2015 se publicó el primer número de la revista Optimist en Montenegro, pero después de tres números se suspendió su publicación.